# Melphisana bola
Melphisana bola is een vlokreeftensoort uit de familie van de Melphidippidae. De wetenschappelijke naam van de soort is voor het eerst geldig gepubliceerd in 1962 door J.L. Barnard.